# Krasnogłów plamisty
Krasnogłów plamisty, łowiec plamisty (Actenoides lindsayi) – gatunek średniej wielkości ptaka z rodziny zimorodkowatych (Alcedinidae). Jest endemitem Filipin. Nie jest zagrożony wyginięciem.

## Systematyka
Pierwszego naukowego opisu taksonu dokonał irlandzki zoolog Nicholas Aylward Vigors, nadając mu nazwę Dacelo Lindsayi. Opis ukazał się w 1831 roku w „Proceedings of the Committee of Science and Correspondence of the Zoological Society of London”. Autor jako miejsce typowe wskazał okolice Manili. Obecnie krasnogłów plamisty jest zaliczany do rodzaju Actenoides.
Wyróżnia się dwa podgatunki:
- A. l. lindsayi (Vigors, 1831) – krasnogłów plamisty[4]
- A. l. moseleyi Steere, 1890 – krasnogłów czarnołbisty[4].

Krasnogłów plamisty bywał czasami łączony w jeden gatunek z krasnogłowem modrym (A. hombroni) i krasnogłowem sundajskim (A. concretus).

### Etymologia
- Actenoides: gr. ακτις aktis, ακτινος aktinos „promień, blask, splendor”; -οιδης -oidēs „przypominający”[11].
- lindsayi: od nazwiska Hugh Hamiltona Lindsaya (1802–1881), brytyjskiego polityka, parlamentarzysty i przyrodnika[12].

## Morfologia
Średniej wielkości ptak o dużym, szerokim u nasady dziobie, górna szczęka czarna z cienkim żółtym paskiem pośrodku, żuchwa pomarańczowo-żółta. Nogi i stopy zielonkawe. Tęczówki ciemnobrązowe. Występuje dymorfizm płciowy. Samce mają ciemnozieloną górną część głowy z czarnymi plamkami. Nad czarną maską okalającą całą głowę znajdują się dwa wąskie paski, bliższy maski o kolorze jasnoniebieskim, a ponad nim jasnozielonym. Poniżej maski szyja, gardło, podgardle, kark i policzki rdzawe z niebieskim, dosyć krótkim i szerokim wąsem. Górne części ciała i skrzydła oliwkowozielone z wyraźnymi płowożółtymi cętkami. Zad jednolicie zielony, ogon oliwkowy. Spód ciała białawy z wyraźnymi zielonymi łuskami zanikającymi na brzuchu. Samice różnią się od samców mniej intensywnym odcieniem góry głowy, brakiem niebieskiego paska nad czarną maską, zielonymi wąsami, brakiem rdzawych ubarwień szyi, karku i podgardla, delikatniejszym wzorem plam na skrzydłach, jaśniejszymi dolnymi partiami ciała. Osobniki młodociane są bardziej matowe, mają szary dziób z żółtym zakończeniem. Podgatunek A. l. moseleyi jest ciemniej ubarwiony, ma brązowe odcienie górnych części ciała, plamy na skrzydłach i grzbiecie nieco większe i bardziej zaokrąglone.
Długość ciała 26 cm. Pozostałe wymiary na podstawie:
|                    | Samiec  | Samica  |
| ------------------ | ------- | ------- |
| Masa ciała (g)     | 108–124 | 106–147 |
| Długość skoku (mm) | 18–20   | 18–19   |

## Zasięg występowania
Krasnogłów plamisty jest endemitem Filipin. Poszczególne podgatunki zamieszkują:
- A. l. lindsayi – północne Filipiny – wyspy Luzon, Marinduque i Catanduanes.
- A. l. moseleyi – środkowe Filipiny – wyspy Panay i Negros.

Występuje na terenach położonych do wysokości 1200 m n.p.m. Zasięg występowania (EOO, Extent of Occurrence) według szacunków organizacji BirdLife International obejmuje około 314 tys. km².

## Ekologia
Głównym habitatem krasnogłowa plamistego są nizinne i wyżynne lasy tropikalne zarówno pierwotne, jak wtórnego wzrostu. Czasami spotykany w okolicach strumieni leśnych. Na wyspie Negros zanotowano jego występowanie w gęstych zaroślach ogrodowych. Jest gatunkiem osiadłym. Dieta tego gatunku jest słabo zbadana, składa się głównie z owadów, w tym chrząszczy (Coleoptera), ślimaków (Gastropoda) i małych kręgowców. Długość pokolenia jest określana na 6,6 roku.

### Rozmnażanie
Nie ma wielu informacji na temat rozmnażania i gniazdowania. Zaobserwowano ptaki w okresie godowym od marca do maja. Prawdopodobnie gniazduje w nadrzewnych termitierach.

## Status
W Czerwonej księdze gatunków zagrożonych IUCN krasnogłów plamisty jest klasyfikowany jako gatunek najmniejszej troski (LC, ang. Least Concern). Liczebność populacji nie została oszacowana; na wyspie Luzon ptak ten jest opisywany jako rzadki. BirdLife International ocenia trend liczebności populacji jako spadkowy głównie z powodu zmniejszania się naturalnego habitatu, chociaż zaobserwowano pewne przystosowywanie się do zmian spowodowanych degradacją habitatu.